# Тверской район (Москва)
Тверско́й райо́н — район Москвы, расположенный в Центральном административном округе. Району соответствует внутригородское муниципальное образование муниципальный округ Тверской.

## Территория и границы
Район расположен в центральной части Москвы в составе Центрального административного округа.
Контуры Тверского района проходят по следующим географическим объектам (по часовой стрелке): по оси Моховой улицы, Большой Никитской, Газетного переулка, по границам владений № 15 и 13/15 на той же улице и владений № 8/10 по Брюсову переулку, по северо-восточным границам владения № 17 по Брюсову переулку и владений № 20 по Вознесенскому переулку, оси Вознесенского переулка, северо-восточным границам владения № 17 по Вознесенскому переулку и владения № 18 по Леонтьевскому переулку, по осям Леонтьевского и Большого Гнездниковского переулков, северо-восточной границе владения № 24 по Тверскому бульвару, по оси юго-западного проезда Тверского бульвара, по осям Сытинского, Большого Палашёвского, Трёхпрудного и Благовещенского переулков, юго-западным границам владения № 1 по Благовещенскому переулку, северо-восточным границам территории сада «Аквариум», 2-й Брестской улицы и улицы Грузинский вал, по северо-восточным границам владений № 9—11 по улице Грузинский вал, по северо-западной границе полосы отвода Алексеевской соединительной железнодорожной ветки МЖД, улицы Сущёвский вал, Тихвинской улицы и Перуновского переулка, юго-западной границе площади Борьбы, оси улицы Достоевского, юго-западной границе Суворовской площади, Самотёчной и Садовой-Самотёчной улиц, западного проезда Цветного бульвара, по осям западного проезда Неглинной улицы, Неглинной улицы, Театрального проезда, северо-западным и северо-восточным границам Лубянской площади, оси Лубянского проезда, юго-восточным границам Славянской площади и площади Варварские Ворота, оси Китайгородского проезда, оси русла реки Москвы, оси Большого Каменного моста, юго-западной границе Боровицкой площади до Моховой улицы.
Муниципалитет граничит со всеми районами ЦАО, а также с Бутырским, Марьиной рощей, Савёловским, Беговым районами Москвы.
По данным управы округа, площадь района составляет 565 га, что ошибочно. По данным Мосгорстата, площадь района составляет 727,38 га.

## Население
| 2002    | 2010    | 2012    | 2013    | 2014    | 2015    | 2016    |
| ------- | ------- | ------- | ------- | ------- | ------- | ------- |
| 75 955  | ↘75 378 | ↗76 064 | ↗76 348 | ↗76 798 | ↗76 881 | ↗77 123 |
| 2017    | 2018    | 2019    | 2020    | 2021    | 2023    | 2024    |
| ↗77 234 | ↗77 497 | ↗77 864 | ↗77 947 | ↘76 387 | ↘75 593 | ↗75 735 |

Площадь жилого фонда — 1182 тыс. м² (2015 год).

### Национальный состав
По итогам переписи населения 2020 года проживали следующие национальности (национальности менее 0,1 % и другое, см. в сноске к строке «Другие»):
| Национальность | Численность, чел. | Доля     |
| -------------- | ----------------- | -------- |
| Русские        | 62 110            | 81,31 %  |
| Армяне         | 590               | 0,77 %   |
| Татары         | 479               | 0,63 %   |
| Евреи          | 366               | 0,48 %   |
| Украинцы       | 266               | 0,35 %   |
| Узбеки         | 238               | 0,31 %   |
| Грузины        | 236               | 0,31 %   |
| Таджики        | 220               | 0,29 %   |
| Азербайджанцы  | 205               | 0,27 %   |
| Осетины        | 166               | 0,22 %   |
| Казахи         | 162               | 0,21 %   |
| Киргизы        | 145               | 0,19 %   |
| Белорусы       | 132               | 0,17 %   |
| Другие         | 11 072            | 14,49 %  |
| Итого          | 76 387            | 100,00 % |

## Герб и флаг
Герб и флаг района утверждены и внесены в Геральдический реестр города Москвы с присвоением регистрационного номера 3 марта 2004 года.
Герб Тверского района представляет собой красный щит московской формы с зелёной треугольной оконечностью снизу, на котором изображены два золотых столба, между которыми расположен золотой лавровый венок, в котором уместились наковальня и пламя над ней. Золотые столбы символизируют основные магистрали района — Тверскую улицу и Цветной бульвар. Венок отражает расположение на территории района крупных театров, ряда музеев и выставочных залов. Наковальня напоминает о Кузнецкой слободе и её мастерах. Пламя является символом просвещения и отражает наличие в районе множества культурных центров и просветительных учреждений. Треугольная оконечность указывает на холм, где был построен Высоко-Петровский монастырь. Красное поле повторяет цвет поля герба Твери.

## Происхождение названия
Район и муниципальное образование получили название по Тверской улице, которая в свою очередь была названа в честь Твери.

## История
История Тверского района в основных аспектах является историей всей Москвы.

## Экология
Экологическая обстановка в Тверском районе оценивается как неблагополучная. Связано это с большой концентрацией автотранспорта и десятью промышленными предприятиями, что усугубляется особенностью местной городской застройки.

### Парки и скверы на территории района
На территории Тверского района находятся крупные озеленённые территории, бульвары, а также небольшие городские скверы, районные парки и сады. Среди основных зелёных территорий района можно выделить следующие.
Александровский сад — сад, расположенный вдоль западной Кремлёвской стены. Состоит из трёх частей: Верхнего, Среднего и Нижнего садов. Сады строились с 1819 по 1823 годы в рамках восстановления Москвы после пожара 1812 года. В саду расположены исторические и культурные объекты, в том числе Кутафья башня, Романовский обелиск, Итальянский грот, созданный по проекту автора сада Осипа Бове, памятники, фонтанный комплекс со скульптурами Зураба Церетели и другие объекты.
Тайницкий сад — сад, расположенный вдоль южной Кремлёвской стены, названный по находящейся рядом Тайницкой башне. Сад оформлен в XIX веке, хотя, предположительно, парковая территория существовала на его месте с XIV века.
Парк «Зарядье» — озеленённая территория, расположенная в историческом районе Зарядье. Парк создан на месте снесённой гостиницы «Россия». Открыт в 2017 году. В основе концепции территории лежит принцип «природного урбанизма». Это значит, что парк органично интегрирован в исторический центр города, а его архитектура — в зелёный ландшафт, воссоздающий природу разных ландшафтных зон России. Парк отмечен различными наградами.
Сад «Эрмитаж» — сад на улице Каретный Ряд, один из первых увеселительных садов Москвы. Основан в 1894 году театральным предпринимателем и меценатом Яковом Васильевичем Щукиным, официальное открытие состоялось в 1895 году. Здесь давали концерты Ф. И. Шаляпин, Л. В. Собинов, А. В. Нежданова и другие. До сих пор в саду располагаются театры и открытая сцена. На территории установлены памятники В. Гюго, Д. Алигьери, М. Глинке и П. Чайковскому, а также «Памятник всем влюблённым» — композиция из металлических труб в форме сердца.
Новослободский парк — парк, расположенный между улицами Новослободская и Сущёвский Вал. Ранее эту территорию занимал Скорбященский женский монастырь, который был снесён в первой половине XX века. На месте монастырского кладбища был обустроен парк для детей. Новослободским он назван в 1990-е годы. В 2018 году парк был полностью обновлён: здесь появились новые детские и спортивные площадки, места для отдыха, сухой фонтан.
Делегатский парк — парк на Делегатской улице. С XVII века здесь располагались усадьба и приусадебные парковые территории, в советское время — правительственные учреждения. Историческая планировка парка была утрачена в середине XX века. Территория была реконструирована, парк получил название «Детский» или «Щемиловский». В 2018 году парк был комплексно благоустроен и переименован в «Делегатский» по ближайшей улице. Особенностью обновлённой территории стали разнообразные детские площадки и тарзанки на холме.
Музейный парк — общественное пространство, созданное в 2019 году рядом с Политехническим музеем. Концепция парка была разработана японским архитектором Дзюнъей Исигами, однако позже она была изменена и адаптирована бюро Wowhaus. На территории созданы два уровня с пешеходными зонами, объединённые уличным амфитеатром, места для отдыха, проведено озеленение. В парке предусмотрены выставочные пространства.
По территории района проходят бульвары Бульварного кольца: Тверской, Страстной и Петровский. Кроме того, в Тверском районе расположено множество скверов, в числе которых: Ильинский, Садово-Триумфальный, Миусский, Антроповский, сквер Майи Плисецкой и другие.

## Власть
Распоряжением мэра № 70-РМ от 10 февраля 2017 года на должность главы управы Тверского района назначен Сергей Евгеньевич Золотарёв, ранее занимавший пост заместителя главы управы Пресненского района по работе с населением.

## Местное самоуправление
Шевцова Елена Леонидовна избрана Главой муниципального округа Тверской 22 сентября 2022 года на заседании Совета депутатов в соответствии с Федеральным законом от 06.10.2003 года № 131-ФЗ «Об общих принципах организации местного самоуправления в Российской федерации», Уставом муниципального округа Тверской, Регламентом Совета депутатов муниципального округа Тверской.
6 октября 2022 года вступила в должность Главы муниципального округа Тверской.
Депутатами муниципального совета пятого созыва, избранными на выборах 2022 года, являются:
- Власенко Иван Сергеевич — Выдвинут московским городским региональным отделением Всероссийской политической партии «ЕДИНАЯ РОССИЯ»
- Межиева Айна Кюриевна — Выдвинута московским городским региональным отделением Всероссийской политической партии «ЕДИНАЯ РОССИЯ»
- Ковалёва Елена Сергеевна — Выдвинута московским городским региональным отделением Всероссийской политической партии «ЕДИНАЯ РОССИЯ»
- Козьмина Нигяр Тофик Кызы — Выдвинута московским городским региональным отделением Всероссийской политической партии «ЕДИНАЯ РОССИЯ»
- Котяева Ольга Анатольевна — Выдвинута московским городским региональным отделением Всероссийской политической партии «ЕДИНАЯ РОССИЯ»
- Кржесинский Владимир Александрович — Выдвинут московским городским региональным отделением Всероссийской политической партии «ЕДИНАЯ РОССИЯ»
- Купрова Елена Викторовна — Выдвинута московским городским региональным отделением Всероссийской политической партии «ЕДИНАЯ РОССИЯ»
- Малышев Павел Александрович — Выдвинут московским городским региональным отделением Всероссийской политической партии «ЕДИНАЯ РОССИЯ»
- Самсонов Сергей Вячеславович — Выдвинут московским городским региональным отделением Всероссийской политической партии «ЕДИНАЯ РОССИЯ»
- Симонова Ирина Александровна — Выдвинута московским городским региональным отделением Всероссийской политической партии «ЕДИНАЯ РОССИЯ»
- Шевцова Елена Леонидовна — Выдвинута московским городским региональным отделением Всероссийской политической партии «ЕДИНАЯ РОССИЯ»

## Достопримечательности
- Большой театр
- Гостиница «Москва»
- ГУМ
- Красная площадь
- Театр «Ленком»
- Московский Кремль
- Памятник А. С. Пушкину
- Памятник Юрию Долгорукому
- Памятник Кириллу и Мефодию
- Театр «Россия»
- Покровский собор
- Храм Николы Чудотворца у Тверской заставы
- Памятник Владимиру Великому
- Памятник Михаилу Калашникову
- Парк Зарядье

## Образование
- Российский государственный гуманитарный университет
- Московский государственный технологический университет «Станкин»
- Российский химико-технологический университет им. Д. И. Менделеева
- Московский медико-стоматологический универсистет
- Гуманитарный педагогический университет
- Медицинское училище № 8
- Колледж лёгкой промышленности № 5
- Московское государственное училище музыкального исполнительства им. Шопена
- Школа № 1234
- Центр образования № 1447
- Лицей № 1574
- Центр образования № 175
- Школа № 1113
- Школа № 1275